# Agim Çavdarbasha
Agim Çavdarbasha (* 24. März 1944  in Peć, Föderative Volksrepublik Jugoslawien; † 20. Oktober 1999 in Priština, Bundesrepublik Jugoslawien) war ein kosovo-albanischer Bildhauer.

## Leben und Werk

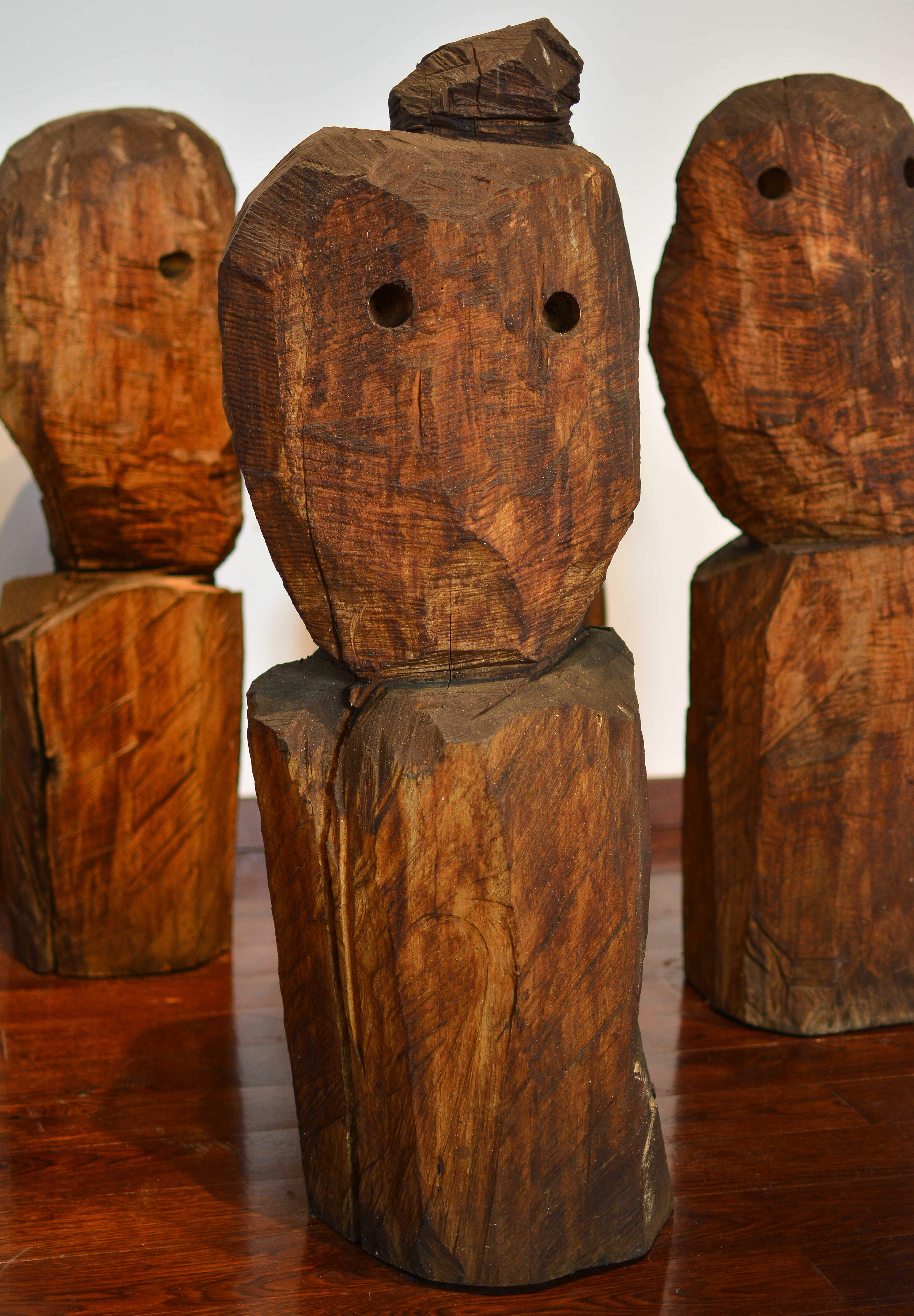
Figurengruppe in der Galeria e arteve Agim Çavderbasha in Çagllavica

Agim Çavdarbasha studierte an der Universität der Künste Belgrad bei Vojislav Vujisić und an der Kunstakademie Ljubljana bei Zdenko Kalin (1911–1990). 1971 schloss er das Studium ab. Seit 1970 war er Mitglied der Kosovarischen Akademie der Figurative Kunst. Agim Çavdarbasha folgte einem Ruf als Professor an die Akademie der Wissenschaften und Künste des Kosovo.
Statuen von Çavdarbasha, die Ymer Prizreni und Abdyl Frashëri zeigen, stehen in der Ausstellung der Liga von Prizren. Während des Kosovokriegs wurden sie von serbischen Polizisten in die Bistrica geworfen. Bei den Ausschreitungen im März 2004 wurde das Atelier von Çavdarbasha in Çagllavica südlich von Pristina niedergebrannt. Heute ist es restauriert und ein nicht-öffentliches Museum.
Çavdarbasha ist bekannt für Figurengruppen, zum Beispiel Çifti/Das Paar (1974–1975), Biseda/Die Unterhaltung (1976) und Loja/Das Spiel (1982). Die Arbeit Gratë e Prishinës/Frauen von Prishtina (1997) wurde 2017 im Rahmen der documenta 14 im Museum für Sepulkralkultur in Kassel ausgestellt.